# 余祝生
余祝生（1962年—），湖北武汉人，加拿大籍，居住在中国境外，武汉华南海鲜批发市场老板以及其他数十家企业的幕后老板，其家族企业被媒体称为“财富帝国”，因2019冠状病毒病疫情遭到媒体曝光而知名。

## 生平
1962年，余祝生出生在湖北省武汉市的一个城中村，家中有4个哥哥3个姐姐。余祝生小学都没有毕业，早年在建筑行业工作。1990年代，余祝生创立武汉市华南桩机有限公司、武汉市华南混凝土供应中心，开始从事从事桩基和土方施工业务和混凝土供应。2000年，余祝生进入武汉市房地产开发，他开发最早的楼盘叫做“华微商住楼”。2006年，武汉市自然资源和规划局把华南海鲜批发市场和华南国际广场的土地转让给余祝生的武汉华微物业发展有限公司，这也成为他事业的转折点。2009年，去澳门赌博输掉约9000万人民币。2011年，武汉市当地人在天涯社区举报武汉华南置业有限公司涉及“强拆”，当时当地房价1万元每平方米，武汉华南置业有限公司每平方米只补偿1800元，但当地政府没有处理。2015年，余祝生在墨爾本皇冠賭場的百家樂賭桌輸掉1700萬澳元。2019年年底，2019冠状病毒病疫情在武汉市爆发，余祝生及其庞大的家族企业遭到媒体起底和曝光。

### 家族企业
余氏家族企业涉及领域包括房地产、批发市场、物业、投资等。余祝生的家族企业中最核心的是武汉华南置业有限公司，余其泽持有股权51.5%和余甜持有股权48.5%，余甜担任执行董事和总经理。余甜担任家族企业12家公司的法定代表人，20家公司的股东，18家公司的高管，拥有32家公司的控股权。余氏家族和湖北国资委控股公司关系密切。

## 家庭
2019年10月26日，余祝生和前妻赵红（1965年生）正式离婚，两人没有子女，赵红斥责余祝生“德不配位，必有灾殃”。赵红1998年毕业于中国社会科学院研究生院，中国民主建国会会员，武汉市第十二届人大代表，中国摄影家协会会员，湖北省摄影家协会副秘书长。作为摄影家的赵红，其作品刊登在《中国美术馆》2007年文章《女企业家与她的藏地情结——从“心之旅”看赵红的摄影追求》。余祝生和前一任妻子生了女儿余甜和儿子余其泽。

## 社会评价
当地人尊称余祝生是“大哥”，“喜欢赌博，钱多，地多，房多，大气，大方。”，“原来市场旁边是城中村，市场里面经常有商户扯皮打架，老板可不仅是收租子，还有维持秩序，没有点手段和势力不行。”